# Rummelpottlaufen

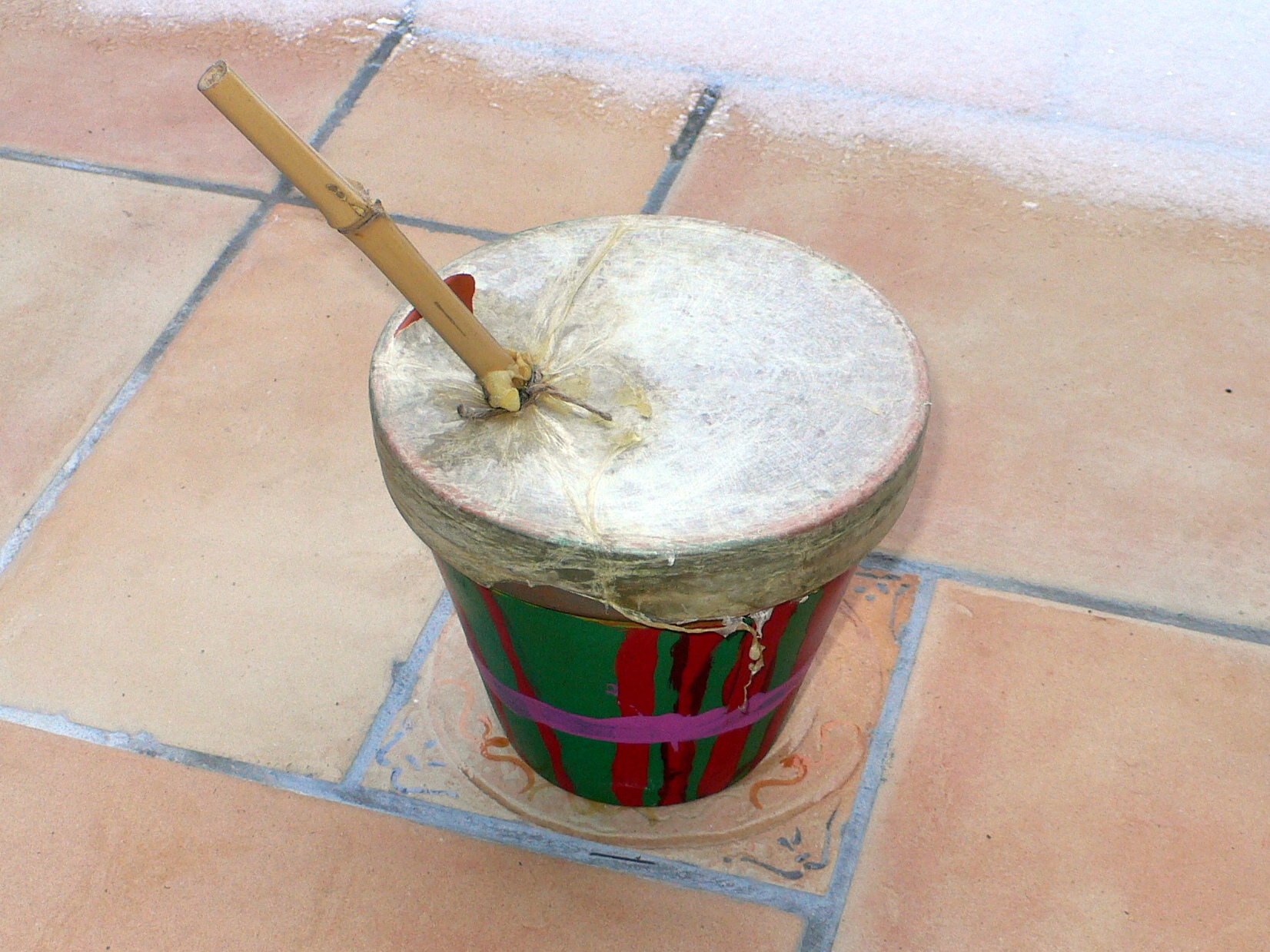
Rummelpott aus Hamburg-Blankenese

Rummelpottlaufen (niederdeutsch Rummelpottlopen) ist ein in Norddeutschland und in Nordschleswig (Süd-Dänemark) verbreiteter Heischebrauch, bei dem am frühen Silvesterabend Kinder geschminkt und verkleidet in Gruppen mit einem Rummelpott (auch Brummtopf, dänisch rummelpot oder rumlepot) von Haustür zu Haustür gehen und charakteristische Rummelpottlieder singen oder Reime aufsagen.

## Beschreibung
Der Rummelpott oder andere Gefäße werden benutzt, um auf sich aufmerksam zu machen und die gesungenen Lieder rhythmisch zu begleiten. Als Dank erhalten sie dafür von den Bewohnern Äpfel, süße Backwaren wie Futtjes und andere Süßigkeiten. Sind Nachbarn nicht bereit, den Kindern etwas zu spenden, wird stattdessen ein Spottlied wie Witten Tweern gesungen. Die Verkleidung soll verhindern, dass die Rummelpottläufer erkannt werden.
Der Name stammt von dem auch als Brummtopf bekannten Rummelpott, der ein polterndes Geräusch (niederdeutsch rummeln „poltern“) erzeugt. Mit Hilfe des Polterns sollten in früheren Zeiten in den sogenannten Rauhnächten um die Jahreswende wahrscheinlich Wintergeister vertrieben werden. Im Volksglauben stand in den rauen Nächten die Welt der Geister offen. Auch Odins Wilde Jagd spielte sich am Silvesterabend ab. Die heute verbreitete Variante des Rummelpottlaufens geht wahrscheinlich auf das 16. Jahrhundert zurück. Statt des inzwischen sehr selten anzutreffenden Rummelpotts werden heute auch oft andere Gefäße oder Instrumente verwendet, mit denen sich ebenso wie mit einem Rummelpott entsprechende Geräusche erzeugen lassen. Gerade kleinere Kinder singen meist nur noch, ohne Begleitung.
Heute ist das Rummelpottlaufen noch in ländlichen Regionen Schleswig-Holsteins, Hamburgs, Niedersachsens und Sønderjyllands bekannt. Auf der nordfriesischen Insel Amrum ist eine ähnliche Form als Hulken (im Amrumer Friesisch: Ütj tu hulkin) bekannt. Auf der Nachbarinsel Föhr ist der Brauch als Kenknen (im Föhrer Friesisch Ütj tu kenknin) bekannt, die Rummelpottläufer werden entsprechend als Kenkner bezeichnet, auf Sylt gibt es entsprechend das Maskenloop. Auch Erwachsene laufen in einigen Regionen Rummelpott. Diese erhalten jedoch anstatt Süßem meist ein Gläschen Schnaps, teils tragen sie ein leeres Schnapsglas um den Hals, das dann an jedem Haus gefüllt wird. Daher ist der Rummelpott dort auch als Rumpott bekannt. Insgesamt wird der Brauch allerdings im frühen 21. Jahrhundert immer seltener gepflegt und zusehends von Halloween verdrängt.

## Lieder

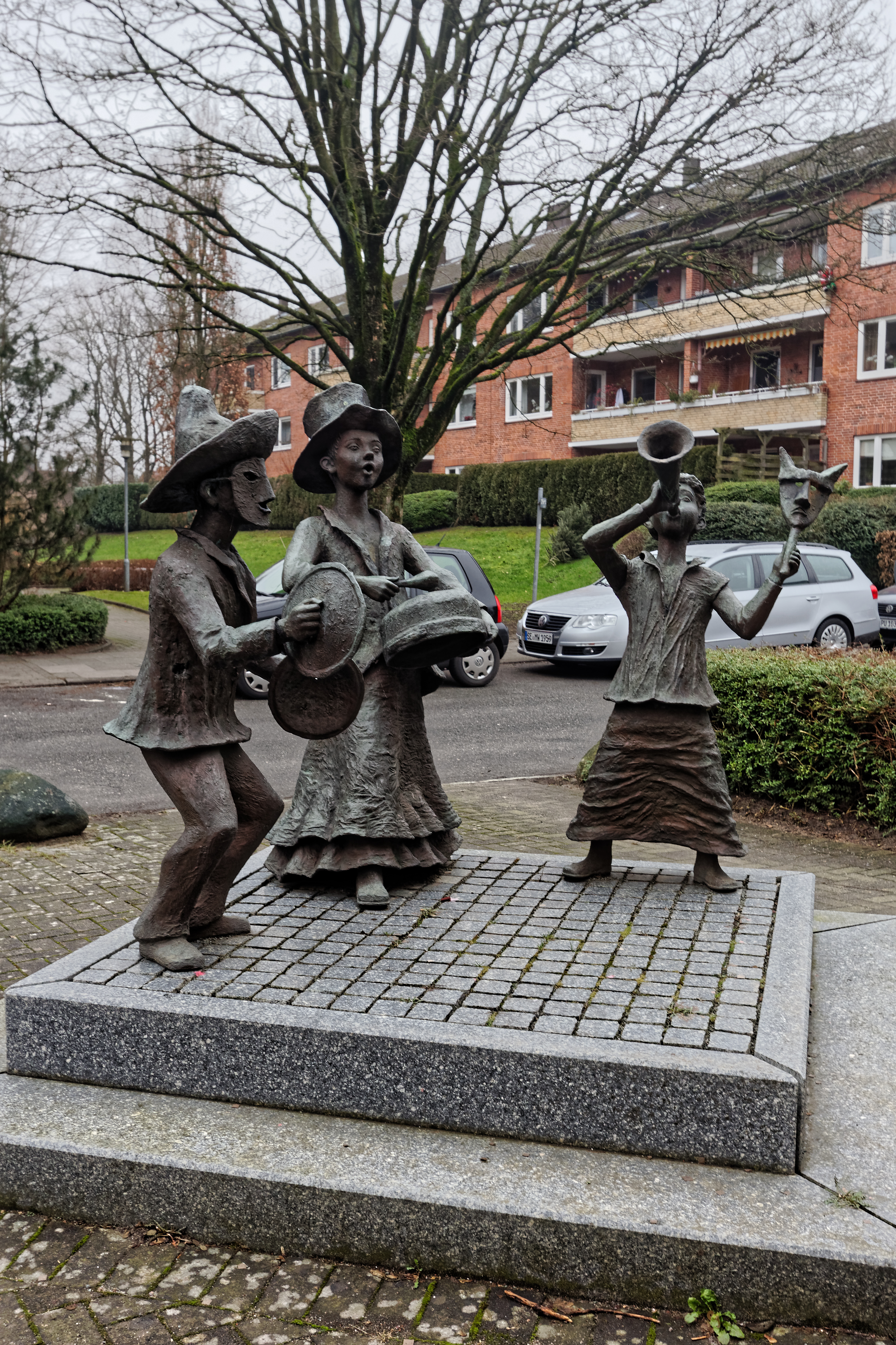
Skulptur Kinder beim Rummelpottlaufen

Ein wesentlicher Bestandteil des Rummelpottlaufens ist das gemeinsame Singen. Das klassische Rummelpottlied ist Fru, maak de Dör op, das hier jeweils in seiner niederdeutschen, hochdeutschen und dänischen Version (Sønderjysk) wiedergegeben wird.
| Fru, maak de Dör op! De Rummelpott will rin. Daar kümmt een Schipp ut Holland. Dat hett keen goden Wind. Schipper, wulltst du wieken! Feermann, wulltst du strieken! Sett dat Seil op de Topp un geevt mi wat in’n Rummelpott! (niederdeutsch) | Frau, öffne die Türe! Der Rummelpott will rein. Es kommt ein Schiff aus Holland. Das hat kein guten Wind. Kapitän, du musst weichen. Bootsmann, du musst streichen. Setzt das Segel ganz nach oben und gebt mir was in den Rummelpott! (hochdeutsch) | Fru, fru, lok e døe op! Æ rummelpot vil ind. De kom æ skib fra Holland. De hav så goj en vind. Styrmand vil vi prise Kaptajnene vil vi hejse sæt æ sejl op i æ top å gi mæ naue i æ rummelpot. (sønderjysk) |

Regional sind noch weitere Varianten und Lieder verbreitet, die auch oft auf die an diesem Tag gebackenen und erbettelten Futtjes oder Förtchen anspielen.
| Rummel rummel rusch, De Nigger sit im Busch, <politisch korrekte Variante: Dat Nijahr sit im Busch> Give mi nen lütten Appelkoken oder ne lütte Wurscht! Is de Wurscht to kleen, give me twey for een, Is de Wurscht to groot, smeckt noch mal so god. En Hus wieder wohnt de Snieder, En Hus achter wohnt de Slachter, En hus voran Wohnt de Winachtsmann Prost Nijahr! Hamburg-Blankenese | Rummel, rummel, ruttje, Kriech ik noch en Futtje? Kriech ik een, blev ik stohn, Kriech ik twee, so will ik gohn. Kriech ik dree, so wünsch ik Glück, dat de Osche mit de Posche dür de Schosteen flüch. Dat ole Johr, dat nie Johr, sind de Futtjes noch nicht gor, pros Niejohr, pros Niejohr! Nordfriesland und Dithmarschen |

Bekannt ist auch das Lied Ich bin ein kleiner König, das als zweigeteiltes Lied in hoch- und niederdeutscher Sprache gesungen werden kann. Wie oftmals ist auch dieses Rummelpottlied in unzählige Variationen abgewandelt worden.
| Ich bin ein kleiner König, gib mir nicht zu wenig, lass mich nicht zu lange stehen, ich muss noch ein Haus weiter gehen. | Ick bin een armen König, giv mi nich to wenig, lot mi nich so lang stohn, denn ick mut noch wider gohn, een Huus wieder, da wohnt de Snieder, een Huus achter, da wohnt de Slachter, un een Huus widder ran, da wohnt de Wiehnachtsmann! |

Weitere regional verbreitete Lieder sind Rummel, rummel rögen (Südschleswig), Rummel, rummel, rum, de Rummelpott geiht um, Ik bin en lütten König (Bremen) und selten auch Rummel, rummel, Fledermuus. Haben die Rummelpottläufer eine Gabe bekommen, werden traditionell Lieder wie Hau de Katt de Schwanz aff oder Ik seh de Schosteen roken gesungen. Wurde nichts gespendet, wird stattdessen das Spottlied Witten Tweern, swatten Tweern, giezig Lüüd, de geevt nich geern gesungen. Die Lieder werden je nach Region in niederdeutscher, friesischer oder dänischer Sprache gesungen.

## Rummelpott in Kunst und Kultur
Der Maler und Grafiker Willem Grimm hat den Brauch des Rummelpottlaufen als immer wiederkehrendes Motiv in vielen seiner Holzschnitte festgehalten. Auch die aus Hamburg stammende Kinderbuchautorin Kirsten Boie thematisiert das Rummelpottlaufen in dem 2008 erschienenen Kinderbuch Ein neues Jahr im Möwenweg. Der Künstler Gerhard Brandes hat 1992 mit einer Skulptur drei Kinder beim Rummelpottlaufen dargestellt, diese ist in Hamburg-Bramfeld am Haidlandsring vor der Hausnummer 22 aufgestellt.